# IC 1550
IC 1550 — галактика типу S0 (спіральна галактика) у сузір'ї Андромеда.
Цей об'єкт міститься в оригінальній редакції індексного каталогу.